# Stora hotellet, Örebro
För andra betydelser, se Stora hotellet.
Stora hotellet i Örebro är stadens äldsta hotell, beläget invid Storbron och Örebro slott. Adressen är Drottninggatan 1. Hotellet kallades från början Örebro hotell. Det uppfördes efter den stora stadsbranden 1854, när bl.a. det Nordstedtska huset eller Socitetshuset brann ner. Stadsarkitekten Fridolf Wijnbladh ombads att inkomma med ritningsförslag. En styrelse för hotellbolaget, med landshövdingen Carl Åkerhielm som ordförande, utsågs. År 1858 var byggnaden så pass klar att man kunde anordna en Oscarsbal i "lilla börssalen", och i januari 1860 invigdes den stora festvåningen med en Carlsbal.
År 1909 ödelade en eldsvåda stora delar av vindsvåningen. Efter detta påbyggdes hela huset med en våning, med undantag av norra fasaden. År 1938 tillkom den stora matsalen, och entrén erhöll sin nuvarande omfattning. År 1950 påbyggdes även den norra fasaden med en våning. Vid denna ombyggnad avlägsnades all yttre utsmyckning. På 1990-talet har fönsterutformningen återskapats i ursprunglig stil.
Under många år var Strömparterren ett sommarannex till hotellet.
Idag ingår hotellet i Elite Hotels-kedjan och har 160 rum. Det finns en stor fest- och konferensvåning. I suterrängvåningen finns restaurangen Slottskällaren och puben Bishops Arms. Café och bistro Paolo´s.